# Haeryung
Na Hae-ryung (hangul: 나해령; hanja: 羅海嶺; rr: Na Hae-ryeong; MR: Na Hae-ryŏng; nascida em 11 de novembro de 1994), mais frequentemente creditada na carreira musical apenas como Haeryung (hangul: 해령), é uma cantora e atriz sul-coreana. Ela é popularmente conhecida por ser integrante do grupo BESTie desde 2013, tendo realizado sua estreia no cenário musical em 2012 no grupo EXID.

## Carreira

### EXID e BESTie
Tendo feito parte da formação original do grupo feminino EXID, Haeryung realizou sua estreia como cantora em 16 de fevereiro de 2012 com o lançamento do primeiro single do grupo, intitulado "Whoz That Girl". Em abril, é anunciada a saída de Haeryung, por conta da separação de gravadoras, focando em sua carreira como atriz. Em julho de 2013, foi oficialmente introduzida como integrante do grupo BESTie. Em setembro de 2017, foi anunciado que irá se inativar do grupo para focar em sua carreira individual.

## Filmografia

### Filmes
| Ano  | Título                            | Papel                       | Notas          |
| ---- | --------------------------------- | --------------------------- | -------------- |
| 2003 | Once Upon a Time in a Battlefield | Filha mais velha de Kaebaek | Papel de apoio |
| 2004 | Sisil-li 2 kilometer              | Estudante de pós-graduação  | Papel de apoio |
| 2010 | Nice Shorts                       | Garota                      | —              |

### Séries
| Ano  | Título                              | Papel        | Emissora     | Notas             |
| ---- | ----------------------------------- | ------------ | ------------ | ----------------- |
| 2001 | Dancing Girl Wawa                   |              | EBS          |                   |
| 2002 | School Story                        |              | EBS          |                   |
| 2002 | Magic Kid Masuri                    |              | KBS          |                   |
| 2003 | Sharp                               |              | KBS          |                   |
| 2004 | April Kiss                          |              | SBS          |                   |
| 2013 | Nine: Nine Time Travels             | Han Sora     | tvN          | Papel de apoio    |
| 2014 | Drama Special: Oh Man-bok is Pretty | Oh Soonbok   | KBS          | Papel de apoio    |
| 2014 | Love and War 2: My Wife is the Boss | Chaehee      | KBS          | Papel de apoio    |
| 2014 | Hi! School – Love On                | Lee Yena     | KBS          | Papel de apoio    |
| 2014 | My Lovely Girl                      | Yoo Raeum    | SBS          | Papel de apoio    |
| 2015 | The Lover                           |              | Mnet         | cameo             |
| 2015 | The Producers                       | Yoona        | KBS          | Aparição especial |
| 2015 | Love Ward No. 25                    | Na Sarang    | Naver TVCast | Papel principal   |
| 2015 | 9 Seconds - Eternal Time            | Yoo Sora     | Naver TVCast | Papel principal   |
| 2015 | Mom                                 | Joohee       | MBC          | Papel de apoio    |
| 2016 | My Mind's Flower Rain               | Jung Kkotnim | KBS          | Papel principal   |
| 2017 | The Universe's Star                 | Doctor       | MBC          | Papel de apoio    |